# Amblyjoppa mengkokae
Amblyjoppa mengkokae là một loài tò vò trong họ Ichneumonidae.